# Dallas Cowboys 2018
La stagione 2018 dei Dallas Cowboys è stata la 59ª della franchigia nella National Football League, la 30ª con Jerry Jones come proprietario, la 10ª giocata all'AT&T Stadium e la ottava completa con Jason Garrett come capo-allenatore. L'AT&T Stadium è stato il primo stadio ad ospitare l'annuale Draft NFL. Per la prima volta dal 2009, il wide receiver Dez Bryant non faceva parte del roster, in quanto svincolato il 13 aprile 2018. Inoltre, per la prima volta dal 2002, il tight end Jason Witten non era nel roster, dopo il suo ritiro il 3 maggio 2018.
I Cowboys nel 2018 tornarono a vincere la propria division con 10 vittorie e 6 sconfitte. Nel primo turno di playoff batterono i Seahawks, venendo eliminati la settimana successiva dai Rams.

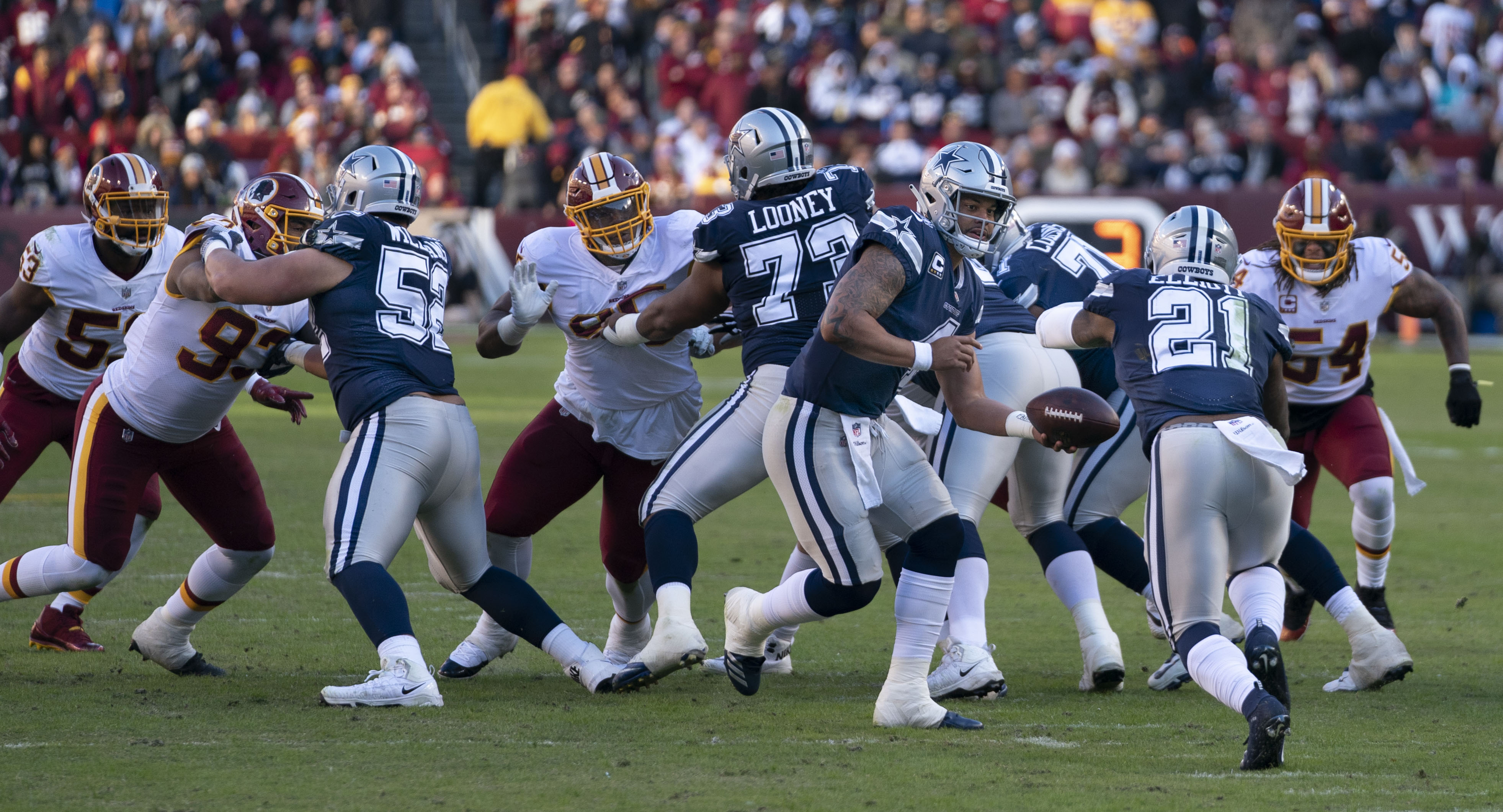
La partita della settimana 7 contro i Redskins

## Pre-stagione

### Rinnovi
| Ruolo | Giocatore      | Contratto             |
| ----- | -------------- | --------------------- |
| G/C   | Joe Looney     | 2 anni/$2,1 milioni   |
| LS    | L.P. Ladouceur | 1 anno/$1,105 milioni |

### Arrivi
| Ruolo | Giocatore       | Squadra nel 2017     | Contratto            |
| ----- | --------------- | -------------------- | -------------------- |
| WR    | Allen Hurns     | Jacksonville Jaguars | 2 anni/$12 milioni   |
| WR    | Deonte Thompson | Buffalo Bills        | 1 anno/$1,8 milioni  |
| OT    | Cameron Fleming | New England Patriots | 1 anno/$2,5 milioni  |
| G     | Marcus Martin   | Cleveland Browns     | 1 anno/$880.000      |
| DE    | Kony Ealy       | New York Jets        | 1 anno/$1,25 milioni |
| ILB   | Joe Thomas      | Green Bay Packers    | 2 anni/$3,6 milioni  |
| SS    | Eric Pinkins    | Svincolato           | 1 anno/$630.000      |
| FB    | Jamize Olawale  | Oakland Raiders      | 1 anno/$1,54 milioni |
| WR    | Tavon Austin    | Los Angeles Rams     | 1 anno/$7 milioni    |
| DT    | Jihad Ward      | Oakland Raiders      | 2 anni/$2,16 milioni |

### Partenze
| Ruolo | Giocatore         | Squadra nel 2018    |
| ----- | ----------------- | ------------------- |
| QB    | Zac Dysert        |                     |
| QB    | Kellen Moore      | Ritirato            |
| RB    | Alfred Morris     |                     |
| FB    | Keith Smith       | Oakland Raiders     |
| WR    | Dez Bryant        |                     |
| WR    | Brice Butler      | Arizona Cardinals   |
| WR    | Ryan Switzer      | Oakland Raiders     |
| TE    | James Hanna       | Ritirato            |
| TE    | Jason Witten      | Ritirato            |
| OT    | Byron Bell        | Green Bay Packers   |
| G     | Jonathan Cooper   | San Francisco 49ers |
| DE    | Benson Mayowa     | Arizona Cardinals   |
| LB    | Anthony Hitchens  | Kansas City         |
| LB    | Kyle Wilber       | Oakland Raiders     |
| CB    | Bene Benwikere    | Arizona Cardinals   |
| CB    | Orlando Scandrick | Washington Redskins |

## Scelte nel Draft 2018
| Scelte dei Cowboys nel Draft 2018 |        |                      |       |                  |                                                               |
| Giro                              | Scelta | Giocatore            | Ruolo | College          | Note                                                          |
| 1                                 | 19     | Leighton Vander Esch | LB    | Boise State      |                                                               |
| 2                                 | 50     | Connor Williams      | G     | Texas            |                                                               |
| 3                                 | 81     | Michael Gallup       | WR    | CSU              |                                                               |
| 4                                 | 116    | Dorance Armstrong    | DE    | Kansas           |                                                               |
| 4                                 | 137    | Dalton Schultz       | TE    | Stanford         | Scelta compensatoria                                          |
| 5                                 | 171    | Mike White           | QB    | Western Kentucky | Scelta compensatoria                                          |
| 6                                 | 192    |                      |       |                  | Da Seattle via Oakland; scambiata ai LA Rams per Tavon Austin |
| 6                                 | 193    | Chris Covington      | LB    | Indiana          |                                                               |
| 6                                 | 208    | Cedrick Wilson Jr.   | WR    | Boise State      |                                                               |
| 7                                 | 236    | Bo Scarbrough        | RB    | Alabama          |                                                               |

Scambi di scelte

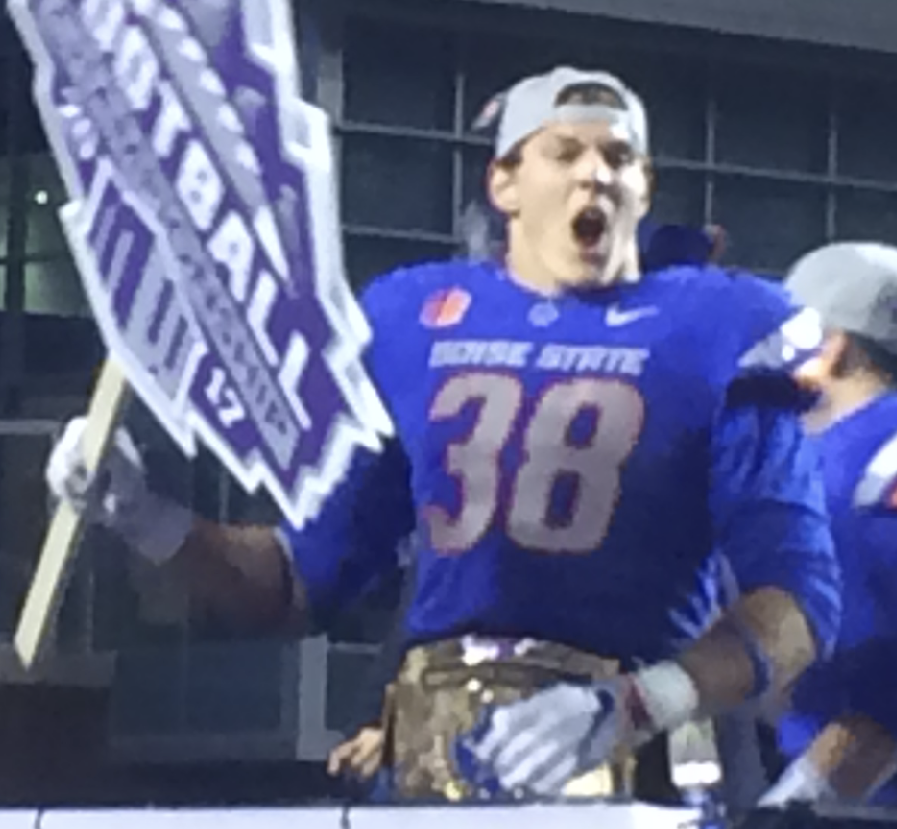
Leighton Vander Esch è stato la scelta del primo giro dei Cowboys nel Draft 2018

- I Cowboys scambiarono la loro scelta nel 5º giro (157ª assoluta) ai NY Jets in cambio della scelta nel 6º giro (191ª assoluta) nel 2017 di questi ultimi.
- I Cowboys scambiarono la loro scelta nel 5º giro (173ª assoluta) a Oakland in cambio della scelta nel 6º giro (192ª assoluta) e del fullback Jamize Olawale di questi ultimi.
- I Cowboys ottennero una scelta compensatoria nel 4º giro (137ª assoluta), due nel 5º giro (171ª e 173ª assolute) e una nel 6º giro (208ª assoluta).

## Staff
| Staff dei Dallas Cowboys nel 2018 |
| --- |
| Organi dirigenziali - Proprietario/Presidente/General manager – Jerry Jones - Direttore operativo/Vicepresidente esecutivo/Direttore dell'organico giocatori – Sthephen Jones - Direttore sportivo senior – Todd Williams - Direttore del tetto salariale e dei contratti dei giocatori – Adam Prasifka - Vicepresidente dell'organico giocatori – Will McClay - Dirigente senior, osservatori del college – Tom Ciskowski - Direttore degli osservatori del college – Lionel Vital - Direttore della ricerca del personale – Alex Loomis - Assistente del direttore degli osservatori del college – Chris Hall - Direttore della ricerca – Tom Robinson - Direttore advanced scouting e dei progetti speciali – Judd Garrett Capo allenatore Jason Garrett Altri allenatori - Preparatore atletico – Mike Woicik - Sviluppo della forza e della condizione – Brett Bech - Sviluppo della forza e della condizione – Markus Paul - Assistente allo sviluppo della forza e della condizione – Kendall Smith Allenatori dell'attacco - Coordinatore offensivo – Scott Linehan - Quarterback – Kellen Moore - Running back – Gary Brown - Wide receiver – Sanjay Lal - Assistente wide receiver – Kyle Valero - Tight end – Doug Nussmeier - Offensive line – Paul Alexander - Assistente offensive line – Marc Colombo - Assistente offensivo – Stephen Brown Allenatori della difesa - Coordinatore difensivo/Defensive line – Rod Marinelli - Defensive tackle – Leon Lett - Linebacker – Ben Bloom - Defensive back/Coordinatore del gioco su passaggi – Kris Richards - Safety – Greg Jackson - Assistente difensivo – Ken Amato Allenatori dello special team - Coordinatore dello special team – Keith O'Quinn - Assistente dello special team – Doug Colman |

## Roster
| Roster dei Dallas Cowboys nel 2018 |
| --- |
| Quarterback - 4 Dak Prescott - 7 Cooper Rush - 3 Mike White Running Back - 21 Ezekiel Elliott - 49 Jamize Olawale FB - 45 Rod Smith Wide Receiver - 10 Tavon Austin RB - 11 Cole Beasley - 13 Michael Gallup - 17 Allen Hurns - 15 Deonte Thompson - 83 Terrance Williams Tight End - 80 Rico Gathers - 89 Blake Jarwin - 86 Dalton Schultz - 87 Geoff Swaim Offensive Linemen - 71 La'el Collins T - 75 Cameron Fleming T - 72 Travis Frederick C - 73 Joe Looney C/G - 70 Zack Martin G - 61 Adam Redmond C/G - 77 Tyron Smith T - 76 Xavier Su'a-Filo G - 52 Connor Williams G Defensive Linemen - 74 Dorance Armstrong Jr. DE - 97 Taco Charlton DE - 96 Maliek Collins DT - 98 Tyrone Crawford DT/DE - 94 Randy Gregory DE - 56 Datone Jones DT/DE - 90 DeMarcus Lawrence DE - 68 Daniel Ross DT - 64 Antwan Woods DT Linebacker - 59 Chris Covington OLB - 50 Sean Lee OLB - 53 Justin March-Lillard OLB - 54 Jaylon Smith OLB/MLB - 48 Joe Thomas MLB - 55 Leighton Vander Esch OLB/MLB - 57 Damien Wilson OLB/MLB Defensive Back - 24 Chidobe Awuzie CB - 30 Anthony Brown CB - 20 Ibraheim Campbell SS - 35 Kavon Frazier SS - 38 Jeff Heath SS - 31 Byron Jones CB - 27 Jourdan Lewis CB - 23 Tyree Robinson FS/SS - 25 Xavier Woods FS Special Team - 6 Chris Jones P - 91 L.P. Ladouceur LS - 2 Brett Maher K Lista delle riserve - 85 Noah Brown WR (IR) - 79 Parker Ehinger G/T (IR) - -- Marqueston Huff FS (IR) - 95 David Irving DE (Did Not Report) - -- Marcus Martin G/C (IR) - 28 Jameill Showers SS/FS (IR) - 67 Dustin Stanton G (IR) - -- Cedrick Wilson Jr. WR (IR) Squadra di allenamento - 8 Dres Anderson WR - 63 Jake Campos T - 46 Jordan Chunn RB - 34 Treston Decoud CB/FS - 14 Lance Lenoir WR - 32 Donovan Olumba CB - 41 Kyle Queiro OLB/SS - 36 Bo Scarbrough RB - 51 Aziz Shittu DT - 68 Cody Wichmann G 53 attivi, 8 inattivi, 10 nella squadra di allenamento |
| Legenda - I rookie sono in corsivo. - Il primo ruolo è il principale mentre gli eventuali successivi indicano i ruoli secondari. - (IR) sta per Injured Reserve ed indica la lista ristretta per un solo giocatore infortunato che può tornare ad allenarsi dopo la settimana 6 e a rientrare in prima squadra dopo che questa ha giocato 8 partite. - (NF-Inj.) / (NF-Ill.) stanno rispettivamente per Non-Football Injured e Non-Football Illness ed indicano le liste dove viene inserito un giocatore che ha un infortunio o una malattia non dipendente dal football americano. - (PUP) sta per Physically Unable to Perform ed indica la lista dove viene inserito un giocatore mentre è in attesa di recuperare la condizione fisica. Nella stagione regolare dopo la sesta partita giocata dalla propria squadra, il giocatore ha tempo tre settimane per riprendere ad allenarsi, più tre settimane aggiuntive dal suo rientro agli allenamenti per rientrare in prima squadra. |

## Calendario

### Stagione regolare
Il calendario dei Cowboys è stato annunciato il 19 aprile 2018.
| Stagione regolare |                        |                    |                    |                         |                    |
| Turno             | Avversario             | Risultato          | Record             | Stadio                  | Sintesi            |
| 1                 | at Carolina Panthers   | S 8–16             | 0–1                | Bank of America Stadium | Recap              |
| 2                 | New York Giants        | V 20–13            | 1–1                | AT&T Stadium            | Recap              |
| 3                 | at Seattle Seahawks    | S 13–24            | 1–2                | CenturyLink Field       | Recap              |
| 4                 | Detroit Lions          | V 26–24            | 2–2                | AT&T Stadium            | Recap              |
| 5                 | at Houston Texans      | S 16–19 dts        | 2–3                | NRG Stadium             | Recap              |
| 6                 | Jacksonville Jaguars   | V 40–7             | 3–3                | AT&T Stadium            | Recap              |
| 7                 | at Washington Redskins | S 17–20            | 3–4                | FedExField              | Recap              |
| 8                 | Settimana di pausa     | Settimana di pausa | Settimana di pausa | Settimana di pausa      | Settimana di pausa |
| 9                 | Tennessee Titans       | S 14–28            | 3–5                | AT&T Stadium            | Recap              |
| 10                | at Philadelphia Eagles | V 27–20            | 4–5                | Lincoln Financial Field | Recap              |
| 11                | at Atlanta Falcons     | V 22–19            | 5–5                | Mercedes-Benz Stadium   | Recap              |
| 12                | Washington Redskins    | V 31–23            | 6–5                | AT&T Stadium            | Recap              |
| 13                | New Orleans Saints     | V 13–10            | 7–5                | AT&T Stadium            | Recap              |
| 14                | Philadelphia Eagles    | V 29–23 dts        | 8–5                | AT&T Stadium            | Recap              |
| 15                | at Indianapolis Colts  | S 0–23             | 8–6                | Lucas Oil Stadium       | Recap              |
| 16                | Tampa Bay Buccaneers   | V 27–20            | 9–6                | AT&T Stadium            | Recap              |
| 17                | at New York Giants     | V 36–35            | 10–6               | MetLife Stadium         | Recap              |

Note
- Gli avversari della stessa division sono in grassetto.

### Playoff
| Playoff    |                 |                         |           |        |                               |               |
| Turno      | Data            | Avversario (seed)       | Risultato | Record | Stadio                        | NFL.com recap |
| Wild Card  | 5 gennaio 2019  | Seattle Seahawks (5)    | V 24–22   | 1–0    | AT&T Stadium                  | Recap         |
| Divisional | 12 gennaio 2019 | at Los Angeles Rams (2) | S 22–30   | 1–1    | Los Angeles Memorial Coliseum | Recap         |

## Classifiche

### Division
| NFC East            | NFC East | NFC East | NFC East | NFC East | NFC East | NFC East | NFC East | NFC East |
| vedi • disc. • mod. | V        | S        | P        | PCT      | DIV      | CONF     | PF       | PS       |
| ------------------- | -------- | -------- | -------- | -------- | -------- | -------- | -------- | -------- |
| Dallas Cowboys      | 7        | 5        | 0        | .583     | 3–1      | 6–3      | 247      | 223      |
| Philadelphia Eagles | 7        | 7        | 0        | .500     | 3–1      | 4–5      | 258      | 266      |
| Washington Redskins | 6        | 6        | 0        | .500     | 2–2      | 6–4      | 233      | 257      |
| New York Giants     | 5        | 8        | 0        | .385     | 0–4      | 3–7      | 267      | 315      |
|                     |          |          |          |          |          |          |          |          |
|                     |          |          |          |          |          |          |          |          |

### Conference
| National Football Conference           | National Football Conference | National Football Conference | National Football Conference | National Football Conference | National Football Conference | National Football Conference | National Football Conference | National Football Conference | National Football Conference | National Football Conference |
| Pos.                                   | Squadra                      | Division                     | V                            | S                            | P                            | PCT                          | DIV                          | CONF                         | SOS                          | SOV                          |
| Capolista di Division                  | Capolista di Division        | Capolista di Division        | Capolista di Division        | Capolista di Division        | Capolista di Division        | Capolista di Division        | Capolista di Division        | Capolista di Division        | Capolista di Division        | Capolista di Division        |
| -------------------------------------- | ---------------------------- | ---------------------------- | ---------------------------- | ---------------------------- | ---------------------------- | ---------------------------- | ---------------------------- | ---------------------------- | ---------------------------- | ---------------------------- |
| 1                                      | Los Angeles Rams             | West                         | 13                           | 3                            | 0                            | .813                         | 4–0                          | 7–1                          | .493                         | .462                         |
| 2                                      | New Orleans Saints           | South                        | 13                           | 3                            | 0                            | .813                         | 2–1                          | 7–2                          | .486                         | .483                         |
| 3                                      | Chicago Bears                | North                        | 9                            | 4                            | 0                            | .692                         | 3–1                          | 6–2                          | .417                         | .380                         |
| 4                                      | Dallas Cowboys               | East                         | 8                            | 6                            | 0                            | .571                         | 3–1                          | 6–3                          | .500                         | .452                         |
| Wild Card                              |                              |                              |                              |                              |                              |                              |                              |                              |                              |                              |
| 5                                      | Seattle Seahawks             | West                         | 10                           | 6                            | 0                            | .625                         | 2–2                          | 6–3                          | .510                         | .339                         |
| 6                                      | Minnesota Vikings            | North                        | 6                            | 5                            | 1                            | .542                         | 2–1–1                        | 5–3–1                        | .479                         | .313                         |
| Non qualificati per i play-off         |                              |                              |                              |                              |                              |                              |                              |                              |                              |                              |
| 7                                      | Carolina Panthers            | South                        | 6                            | 6                            | 0                            | .500                         | 1–2                          | 4–5                          | .469                         | .472                         |
| 8                                      | Philadelphia Eagles          | East                         | 9                            | 7                            | 0                            | .563                         | 3–1                          | 4–5                          | .476                         | .389                         |
| 9                                      | Washington Redskins          | East                         | 6                            | 7                            | 0                            | .462                         | 2–2                          | 6–4                          | .496                         | .410                         |
| 10                                     | Tampa Bay Buccaneers         | South                        | 5                            | 7                            | 0                            | .417                         | 2–2                          | 4–5                          | .479                         | .475                         |
| 11                                     | Green Bay Packers            | North                        | 5                            | 7                            | 1                            | .423                         | 1–2–1                        | 2–6–1                        | .507                         | .417                         |
| 12                                     | Atlanta Falcons              | South                        | 4                            | 8                            | 0                            | .333                         | 2–2                          | 4–4                          | .542                         | .438                         |
| 13                                     | New York Giants              | East                         | 5                            | 8                            | 0                            | .385                         | 0–4                          | 3–7                          | .507                         | .500                         |
| 14                                     | Detroit Lions                | North                        | 4                            | 8                            | 0                            | .333                         | 1–3                          | 2–7                          | .542                         | .531                         |
| 15                                     | Arizona Cardinals            | West                         | 3                            | 9                            | 0                            | .250                         | 2–2                          | 3–5                          | .514                         | .236                         |
| 16                                     | San Francisco 49ers          | West                         | 2                            | 10                           | 0                            | .167                         | 0–4                          | 1–8                          | .479                         | .250                         |
| Criteri di spareggio                   |                              |                              |                              |                              |                              |                              |                              |                              |                              |                              |
| 1. 2. 3.                               |                              |                              |                              |                              |                              |                              |                              |                              |                              |                              |
| Legenda                                |                              |                              |                              |                              |                              |                              |                              |                              |                              |                              |
| w — wild card ottenuta                 |                              |                              |                              |                              |                              |                              |                              |                              |                              |                              |
| x — partecipazione ai playoff ottenuta |                              |                              |                              |                              |                              |                              |                              |                              |                              |                              |
| y — campioni di division               |                              |                              |                              |                              |                              |                              |                              |                              |                              |                              |
| z — salto del primo turno di play-off  |                              |                              |                              |                              |                              |                              |                              |                              |                              |                              |
| * — vantaggio del campo ottenuto       |                              |                              |                              |                              |                              |                              |                              |                              |                              |                              |

## Premi

### Premi settimanali e mensili
- Brett Maher:

giocatore degli special team della NFC della settimana 4
giocatore degli special team della NFC della settimana 16
- Leighton Vander Esch:

difensore della NFC della settimana 10
rookie difensivo del mese di novembre
- Amari Cooper:

giocatore offensivo della NFC della settimana 12
giocatore offensivo della NFC della settimana 14
- Dak Prescott:

quarterback della settimana 14
quarterback della settimana 17
- Blake Jarwin:

giocatore offensivo della NFC della settimana 17